# Regionalwahl in Apulien 1995
Die Regionalwahl in Apulien 1995 fand am 23. April statt; der Regionalrat und der Präsident der Region Apulien wurden gleichzeitig gewählt.

## Wahlergebnis
| Kandidaten                           | Kandidaten               | Stimmen   | %    | Listen                             | Stimmen   | %    | Mandate |
| ------------------------------------ | ------------------------ | --------- | ---- | ---------------------------------- | --------- | ---- | ------- |
|                                      | Salvatore Distasogewählt | 1.071.186 | 49,8 | Forza Italia - Il Polo Popolare    | 404.417   | 20,7 | 11      |
| Alleanza Nazionale                   | Salvatore Distasogewählt | 1.071.186 | 49,8 | 398.597                            | 20,4      | 12   |         |
| Centro Cristiano Democratico         | Salvatore Distasogewählt | 1.071.186 | 49,8 | 109.888                            | 5,6       | 3    |         |
| Ambiente Club                        | Salvatore Distasogewählt | 1.071.186 | 49,8 | 15.057                             | 0,8       | –    |         |
| Mandate der Listengruppe             | Salvatore Distasogewählt | 1.071.186 | 49,8 | –                                  | –         | 12   |         |
| ↳ Gesamt                             | Salvatore Distasogewählt | 1.071.186 | 49,8 | 927.959                            | 47,5      | 38   |         |
|                                      | Luigi Ferrara Mirenzi    | 986.782   | 45,9 | Partito Democratico della Sinistra | 432.171   | 22,1 | 12      |
| Partito della Rifondazione Comunista | Luigi Ferrara Mirenzi    | 986.782   | 45,9 | 158.446                            | 8,1       | 4    |         |
| Popolari                             | Luigi Ferrara Mirenzi    | 986.782   | 45,9 | 152.284                            | 7,8       | 4    |         |
| Patto dei Democratici                | Luigi Ferrara Mirenzi    | 986.782   | 45,9 | 112.776                            | 5,8       | 3    |         |
| Federazione dei Verdi                | Luigi Ferrara Mirenzi    | 986.782   | 45,9 | 51.607                             | 2,6       | 1    |         |
| Laburisti - PSDI - PRI               | Luigi Ferrara Mirenzi    | 986.782   | 45,9 | 42.494                             | 2,2       | 1    |         |
| Lega Italia Federale                 | Luigi Ferrara Mirenzi    | 986.782   | 45,9 | 6.841                              | 0,4       | –    |         |
| ↳ Gesamt                             | Luigi Ferrara Mirenzi    | 986.782   | 45,9 | 956.619                            | 49,0      | 25   |         |
|                                      | Anselmo Ciuffoletti      | 46.896    | 2,2  | Lega d’Azione Meridionale          | 28.613    | 1,5  | –       |
| Movimento Sociale Fiamma Tricolore   | Anselmo Ciuffoletti      | 46.896    | 2,2  | 10.879                             | 0,6       | –    |         |
| ↳ Gesamt                             | Anselmo Ciuffoletti      | 46.896    | 2,2  | 39.492                             | 2,0       | –    |         |
|                                      | Marco Pannella           | 46.720    | 2,2  | Lista Pannella - Riformatori       | 28.790    | 1,5  | –       |
| Gesamt                               | Gesamt                   | 2.151.584 | 100  |                                    | 1.952.860 | 100  | 63      |